# Підгір'я (Первомайський район)
Підгі́р'я — село в Україні, у Синюхинобрідській сільській громаді Первомайського району Миколаївської області. Населення становить 328 осіб.

## Релігія
- Церква св. Іоана Богослова (Підгір'я)